# Bruno Rodríguez
Bruno Rodriguez és un exfutbolista francès, nascut a Bastia el 25 de novembre de 1972. Ocupava la posició de davanter.
Va jugar a nombrosos equips francesos, com Lens, Monaco, PSG o Metz, entre d'altres. Fora del seu país, va ser cedit al Bradford anglès i al Rayo Vallecano madrileny.